# Parafia św. Urbana Papieża i Męczennika w Woli
Parafia św. Urbana Papieża i Męczennika w Woli – parafia należy do archidiecezji katowickiej, dekanatu Miedźna. Została utworzona w 1870.

## Historia
Mieszkańcy Wieży oraz Woli od początku istnienia osady uczęszczali do parafii św. Klemensa w Miedźnej. Pierwsza wzmianka na temat tej parafii pochodzi z 1325 roku. Podlegała ona pod dekanat oświęcimski oraz diecezję krakowską. Od 1350 roku włączona zostaje do dekanatu pszczyńskiego. W głównej mierze odległość między osadami sprawiła, że z czasem zaczęto starać się o budowę kościoła na Woli. W 1855 powstała kaplica cmentarna, a w międzyczasie kontynuowano budowę kościoła zakończoną w 1860 roku. W 1861 roku poświęcił go wrocławski biskup sufragan Adrian Włodarski. Do 1870 roku był to kościół filiany parafii w Miedźnej. Dopiero wówczas w Woli wyodrębniono osobną parafię, jednak nie przydzielono od razu stałego duszpasterza. W późniejszych latach również zdarzały się okresy czasu kiedy urząd proboszcza był opróżniony. Posługę pełnili wtedy księża z parafii z Pszczyny, Bojszów lub Miedźnej dojeżdżający na Wolę. Z czasem jednak na stałe do parafii św. Urbana przydzielano proboszcza.

## Proboszczowie
- ks. Rudolf Lubecki, proboszcz  (1872)
- ks. Paweł Stanowski, proboszcz (1873–1881)
- ks. Oskar Loy, proboszcz z Miedźnej (1881–1884) i ks. dr Augustyn Kucz, administrator
- ks. Rudolf Lubecki proboszcz (1884–1887)[5]
- ks. Oskar Loy, proboszcz z Miedźnej (1887–1890)
- ks. Karol Koziołek, proboszcz (1890–1897)
- ks. Aleksander Spendel, proboszcz  z Bojszów (1897)
- ks. Antoni Czajka, administrator (1897–1899)
- ks. Amand Ballon, administrator (1893–1903)
- ks. Zachlod, administrator (1903–1904)
- ks. Antoni Duczek, proboszcz (1904–1914)
- ks. Konstanty Twórz, administrator (1914)
- ks. Benon Drzezga (1914–1936)
- ks. Teofil Szczerbowski administrator (1936–1937), proboszcz (1937–1946)
- ks. Antoni Steuer substytut (1946–1950)
- ks. Jan Machulec administrator (1950–1958), proboszcz (1958–1959)
- ks. Eryk Kempa (1959–1976)
- ks. Robert Ryszka (1976–1994)
- ks. Leonard Knapik administrator (1994–1996), proboszcz (1996–2010)
- ks. Henryk Aleksa, proboszcz (2010–2021)
- ks. Damian Bednarski, proboszcz (od 2021)